# Nadleśnictwo Sieniawa

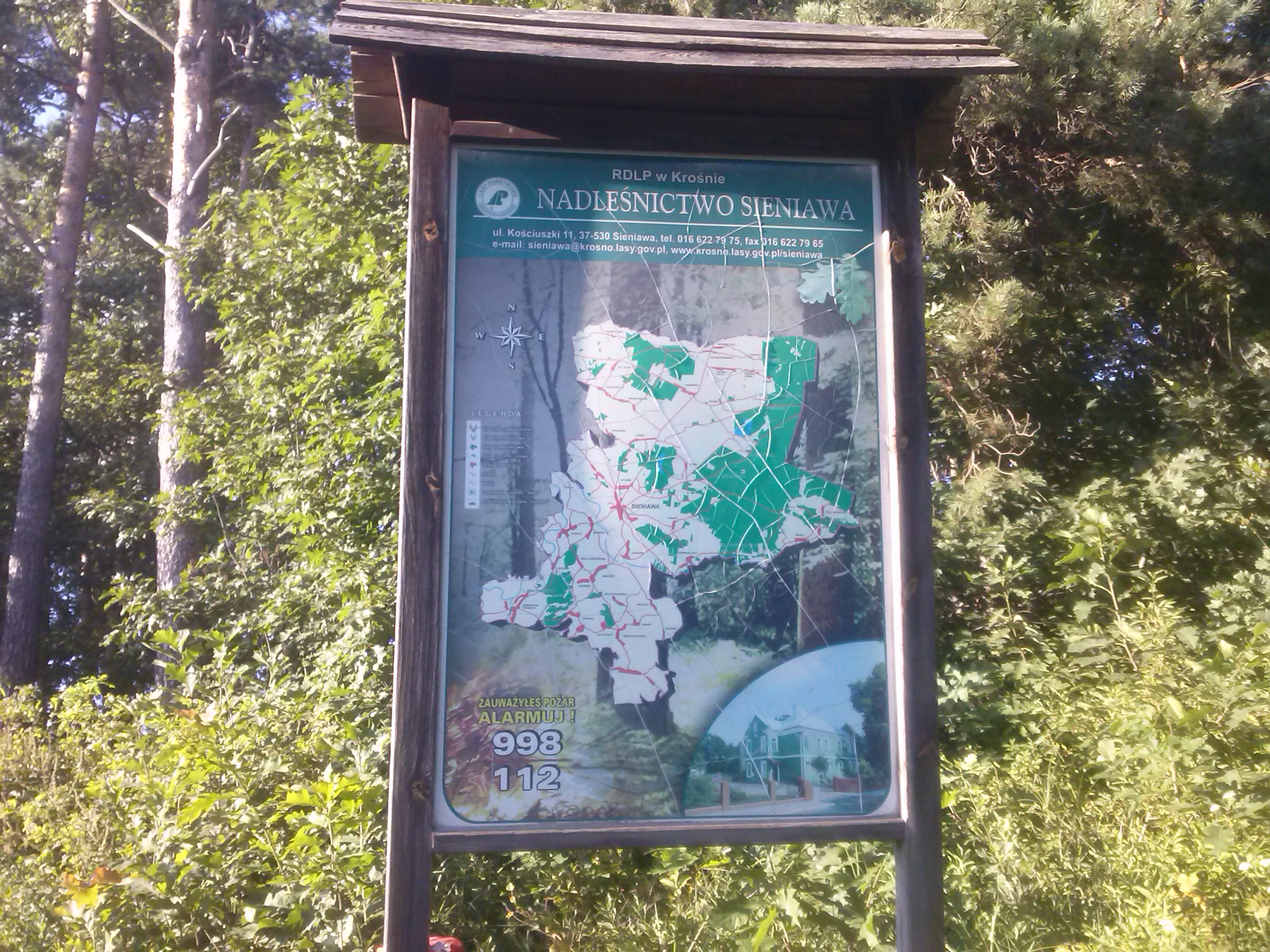
Tablica z mapą Nadleśnictwa Sieniawa

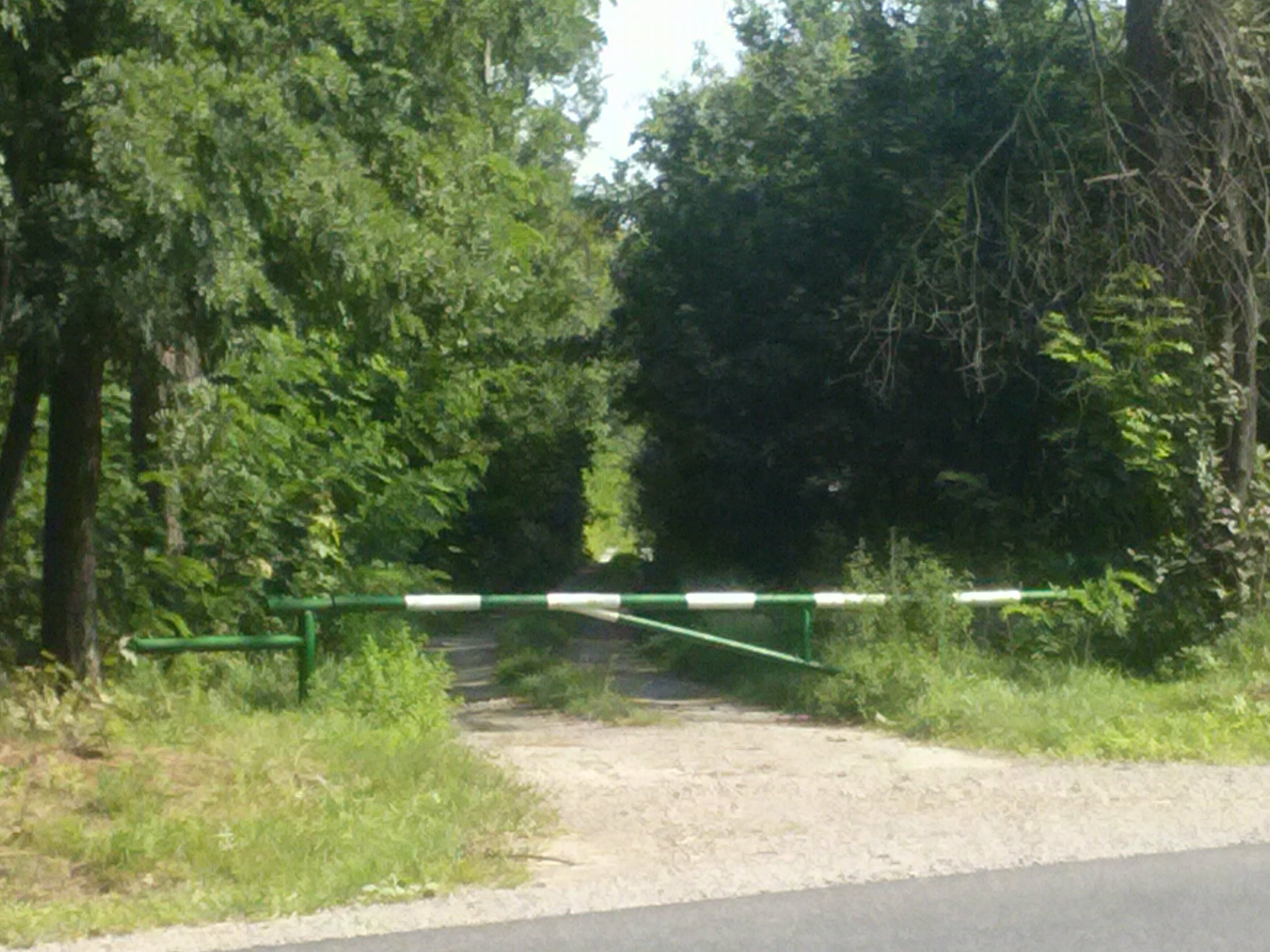
Szlaban leśny

Nadleśnictwo Sieniawa – jednostka organizacyjna lasów państwowych podległa RDLP w Krośnie. Zasięgiem swym obejmuje część Płaskowyżu Tarnogrodzkiego, wchodzącego w skład Kotliny Sandomierskiej. 

## Historia
Tereny te należały do majątku książąt Czartoryskich, Ordynacji Sieniawskiej i Pełkińskiej. Około 1914 roku Czartoryscy ufundowali kolejkę wąskotorową, która woziła drzewo do tartaków w Czercach i Surochowie. W 1948 roku kolejkę rozebrano. 
W 1944 roku decyzją dekretu PKWN z 12 grudnia 1944 roku zostały upaństwowione lasy Sieniawskiej i Pełkińskiej ordynacji Czartoryskich. W 1945 roku utworzono nadleśnictwa Sieniawa, Rudka i Wiązownica. 1 stycznia 1973 roku nadleśnictwa Rudka i Wiązownica weszły w skład nadleśnictwa Sieniawa jako obręby. Po reformie administracyjnej w 1975 roku do nadleśnictwa Leżajsk przeszły dawne leśnictwa: Kulno, Brzyska Wola, Jastrzębiec i północno-zachodnia część uroczyska „Kot”. 16 grudnia 1978 roku zostały ustalone nowe granice obrębów. 
W 1995 roku ustalono podział na 19 leśnictw. W 2003 roku zostały zlikwidowane leśnictwa: Adamówka, Cewków, Zaradawa, Lechmany, Głażyna, a ich obszary włączone do pozostałych leśnictw.

## Zasoby
Nadleśnictwo zarządza lasami państwowymi o powierzchni 14 266,51 ha, na terenach północno-wschodniej części województwa podkarpackiego, obejmujących miasto Sieniawa i gminy lub części gmin: Adamówka, Tryńcza, Sieniawa, Wiązownica, Kuryłówka, Leżajsk i Stary Dzików. Nadleśnictwo prowadzi nadzór nad 2682 ha lasów prywatnych (wg stanu na 2016 rok). Nadleśnictwo jest podzielone na 568 oddziałów. Rocznie w nadleśnictwie pozyskuje się 68960 m³ drewna.
W skład drzewostanu wchodzą: 
- Sosna (61,69%),
- Dąb (11,74%),
- Olsza (8,02%),
- Buk (6,83%),
- Brzoza (5,35%),
- Świerk (2,16%),
- Grab (2,09%),
- Modrzew (1,49%),
- Wierzba (0.54%),
- Jesion (0,09%),
- Jodła,
- Osika,
- Lipa.

## Ochrona przyrody
- Na terenie nadleśnictwa w pobliżu Dobrej znajduje się Rezerwat przyrody Lupa[5].
- Na terenie nadleśnictwa znajdują się także: obszary chronionego krajobrazu: Sieniawski Obszar Chronionego Krajobrazu, utworzony 25 czerwca 1987 roku i Kuryłowski Obszar Chronionego Krajobrazu, utworzony 14 lipca 1992 roku[6].
- Na terenie nadleśnictwa znajdują się obszary objęte programem Natura 2000[7].
- Na terenie nadleśnictwa znajduje się 7 użytków ekologicznych, o łącznej powierzchni 38,96 ha[8].
- Na terenie nadleśnictwa znajdują się 33 drzewa uznane za pomniki przyrody.